# Тлальтенанго-де-Санчес-Роман
Тлальтенанго-де-Санчес-Роман (исп. Tlaltenango de Sánchez Román) — город в Мексике, входит в муниципалитет Тлальтенанго-де-Санчес-Роман штата Сакатекас. Население 21 636 человек.

## История
В 1542 году город основал Торибио де Боланьос.